# Жеронічкі
Жеронічкі (пол. Żeroniczki) — село в Польщі, у гміні Пшикона Турецького повіту Великопольського воєводства.
Населення — 176 осіб (2011).
У 1975—1998 роках село належало до Конінського воєводства.

## Демографія
Демографічна структура станом на 31 березня 2011 року:
|          | Загалом | Допрацездатний вік | Працездатний вік | Постпрацездатний вік |
| -------- | ------- | ------------------ | ---------------- | -------------------- |
| Чоловіки | 91      | 25                 | 60               | 6                    |
| Жінки    | 85      | 18                 | 46               | 21                   |
| Разом    | 176     | 43                 | 106              | 27                   |